# Bahnhofsallee 40 (Hildesheim)

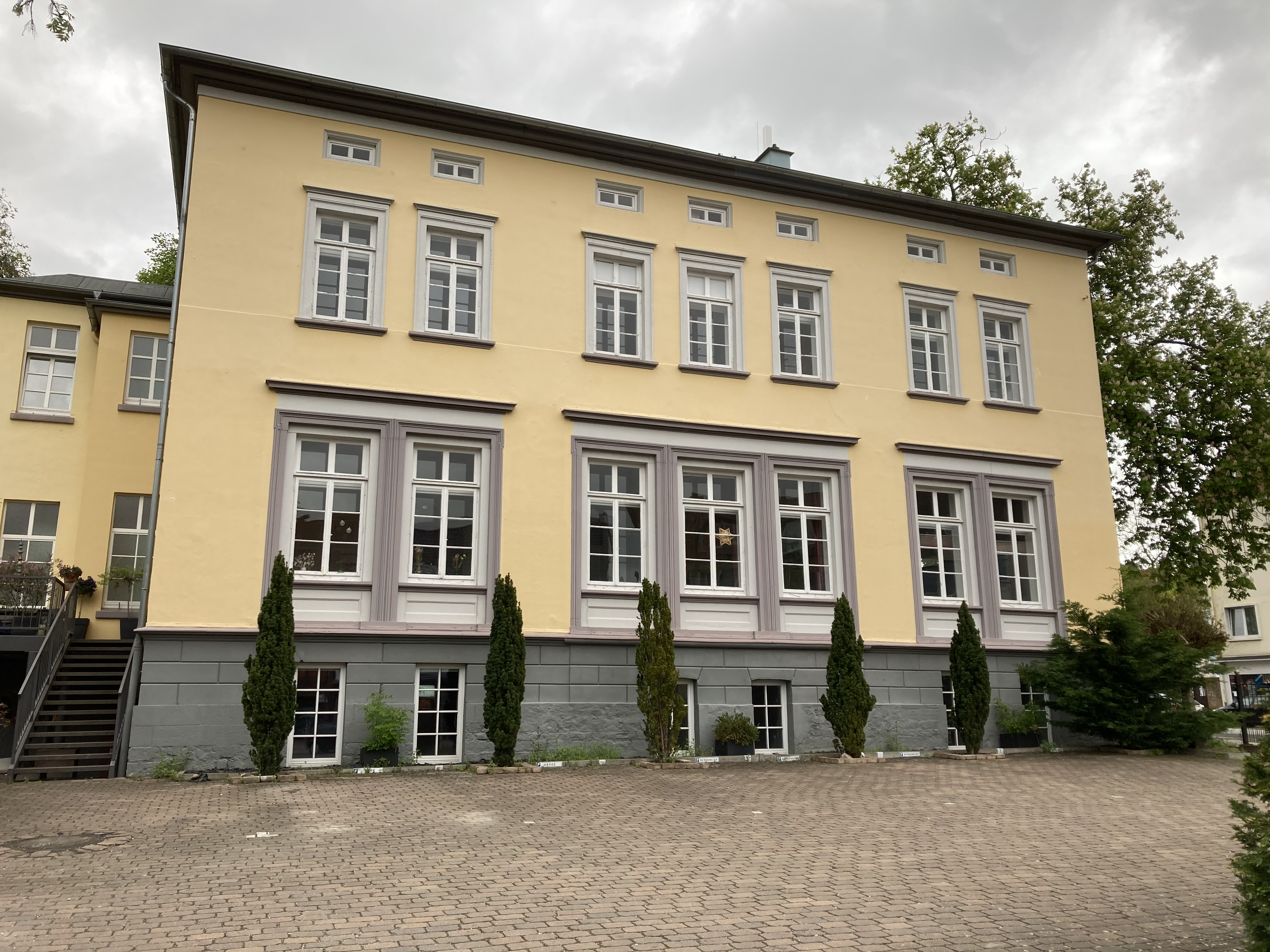
Die Lindemannsche Villa von Westen

Die Bahnhofsallee 40, auch als Villa Lindemann, Lindemannsches Haus oder Lindemannsche Villa bekannt, ist ein denkmalgeschütztes Gebäude in Hildesheim. Das klassizistische Haus auf dem südlichen Grundstück der Sülte entstand 1855/56 als villenähnlicher Bau für den Versicherungsagenten C. Lindemann. Es wurde jedoch bereits 1872 für Wohnzwecke der Wärter der benachbarten Heil- und Pflegeanstalt genutzt.  Das Haus mit rechteckigem Grundriss und Mezzaningeschoss weist lediglich an den Fensterachsen Verzierungen auf und ist sonst zurückhaltend gestaltet.